# 여수 흥국사 제석도
여수 흥국사 제석도(麗水 興國寺 帝釋圖)은 대한민국 전라남도 여수시 흥국사에 있는 조선시대의 불화이다. 2009년 3월 20일 전라남도의 유형문화재 제300호로 지정되었다.

## 개요
흥국사는 18세기 전반에 사세가 융성하고 대대적인 중수 불사를 하면서 당시 대표적인 화승 의겸을 모시고 긍척 등 많은 화승들이 불화불사를 진행하는데 흥국사 제석도도 이 시기에 그려지면서 전체적인 색감과 화면구성, 각 군중의 표현 등에서 18세기 전남지방의 우수한 특징을 보여주고 있다. 우리나라의 신중도는 조선전기의 작품으로 1583년에 제작된 일본 禪覺寺 소장 제석도와 일본 西大寺 소장 제석도, 일본 靈寶館 소장 십이신중도 열두폭이 있다. 조선 후기의 작품으로는 1622년 순천 향림사의 신중도를 제외하고는 모두 18세기나 19세기의 작품들이다. 따라서 흥국사의 제석도는 현존하는 제석도로는 빠른 시기의 작품이라고 할 수 있다. 흥국사의 제석도는 시기도 빠르고 작품의 수준도 우수하여 문화재로 지정하는 것이 타당하다.

## 참고 자료
- 여수 흥국사 제석도 - 국가유산청 국가유산포털